# Osbourne Fleming
 (décembre 2018).
Si vous disposez d'ouvrages ou d'articles de référence ou si vous connaissez des sites web de qualité traitant du thème abordé ici, merci de compléter l'article en donnant les références utiles à sa vérifiabilité et en les liant à la section « Notes et références ».
Osbourne Berrington Fleming, né le 18 février 1940) est un homme politique et un ancien ministre en chef d'Anguilla entre 2000 et 2010. 
Il fut d'abord homme d'affaires avant d'entrer en politique. Il se fait élire lors des élections de 1989 sans étiquette, puis rejoint une fois élu l'Alliance nationale d'Anguilla dirigée par Emile Gumbs. Ce ralliement permet à Gumbs de redevenir Ministre en Chef et à Osbourne de devenir ministre. 
Il est le leader de l'Alliance nationale d'Anguilla quand il décide de s'allier avec le Parti démocratique d'Anguilla pour former le Front uni d'Anguilla qui remporte les élections de 2000. Il devient Ministre en chef d'Anguilla et s'attache au développement touristique de l'île, particulièrement avec la création d'un terrain de golf de 18 trous et la rénovation de l'Aéroport international Clayton J. Llyod. Il remporte les élections de 2005, mais décide de se retirer avant les élections de 2010. C'est alors Victor Banks qui lui succède comme leader du Front uni d'Anguilla.